# Goniosomoides viridans
Goniosomoides viridans is een hooiwagen uit de familie Gonyleptidae.